# Штайнвер, Адольф фон
Барон Адольф Вильгельм Август Фридрих фон Штайнвер (нем. Adolph Wilhelm August Friedrich von Steinwehr; 25 сентября 1822 — 25 февраля 1877) — немецкий военачальник, брауншвейгский офицер, иммигрировавший в США, географ, картограф и писатель, бригадный генерал армии Союза во время Гражданской войны в США.

## Ранние годы
Штайнвер родился в Бланкенбурге (герцогство Брауншвейгское) в семье потомственных военных (его дед сражался в рядах прусской армии против Наполеона I). Образование получил в Военной академии в Брауншвейге, в 1841 году получил чин лейтенанта и поступил на службу в брауншвейгскую армию.
В 1847 году вышел в отставку и эмигрировал в США, где поселился в штате Алабама. Поступил на службу инженером в «Coastal Survey», служил на границе с Мексикой и в Мобиле (штат Алабама), но его желание поступить на службу в действующую армию во время Американо-мексиканской войны 1846—1848 было отклонено, и он возвратился в 1849 году в Брауншвейг. В 1854 году барон Штайнвер снова переехал в США, где купил поместье близ Уэллингфорда (Wallingford) (штат Коннектикут). Позже он перебрался в Нью-Йорк.

## Гражданская война
Когда началась война, Штайнвер набрал полк, состоящий в основном из немецких иммигрантов, (29-й Нью-Йоркский пехотный полк) которым лично командовал в первом сражении при Булл-Ран. Во время сражения полк стоял в резерве, однако после боя был задействован для прикрытия отступающей федеральной армии. 12 октября 1861 года Штайнвер был повышен до бригадного генерала, а когда в декабре была сформирована дивизия Луиса Бленкера (в составе Потомакской армии), Штайнвер стал командовать её второй бригадой. Она состояла из четырёх пехотных полков:
- 29-й Нью-Йоркский пехотный полк, подп. Клемент Сост
- 54-й Нью-Йоркский пехотный полк, полк. Эуген Козлей
- 68-й Нью-Йоркский пехотный полк, полк. Роберт Бетж
- 73-й Пенсильванский пехотный полк, полк. Джон Колтес

1 апреля 1862 года эта бригада была передана в департамент Джона Фримонта и участвовала в кампании в долине Шенандоа. Впоследствии армия Фримонта была превращена в XI корпус Потомакской армии под командованием Франца Зигеля, также немецкого иммигранта. Штайнвер стал командовать 2-й дивизией того корпуса. Корпус был переведен в Вирджинскую армию Джона Поупа (превратившись в I-й корпус) и участвовал в Северовирджинской кампании, однако не был всерьез задействован во втором сражении при Бул-Ране. Во время Мерилендской кампании дивизия Штайнвера вместе с другими дивизиями его корпуса стояла около Вашингтона и в боях не участвовала. В сражении при Фредериксберге дивизия также участия не приняла.

## Послевоенный период жизни
После войны, Штайнвер работал географом и картографом. Он возвратился в Коннектикут и преподавал в Йельском университете. Впоследствии он переехал в Вашингтон, затем в Огайо, а незадолго до смерти вернулся в Нью-Йорк, где и был похоронен. Его перу принадлежит ряд работ, посвященных географии. В честь него названа одна из улиц в Геттисберге.